# Staatssekretariat (Herzogtum Savoyen)

Wappen des Hauses Savoyen

Das Staatssekretariat des Herzogtum Savoyen war eine Regierungsbehörde, die als einheitliche Organisation von 1521 bis 1717 bestand. Zunächst nur mit der Führung der herzöglichen Korrespondenz, mit notariellen Aufgaben und mit der Registerführung beauftragt, entwickelte es sich bald zum zentralen Ministerium, das im Auftrag des Herzogs den Großteil der Regierungsgeschäfte durchführte. Da die Herzöge von Savoyen 1720 Könige von Sardinien-Piemont wurden, und diese dann 1861 Könige von Italien, entstand aus dem Staatssekretariat der Savoyer die heutige italienische Ministerialverwaltung. Insbesondere die italienischen Ministerien für Äußeres und Inneres können ihre Geschichte bis auf das herzögliche Staatssekretariat zurückführen.

## Geschichte

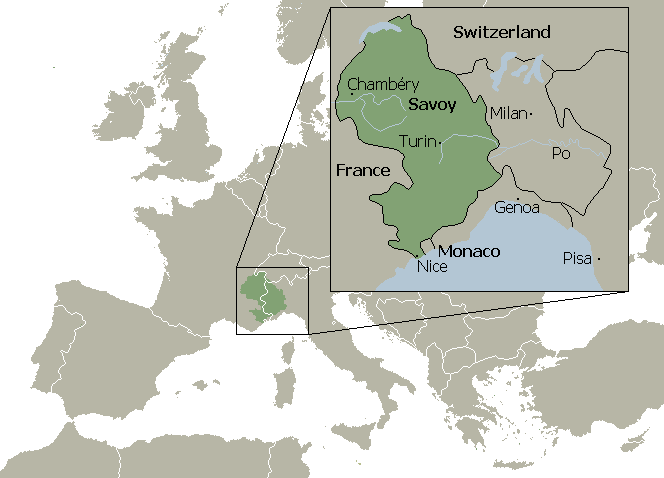
Herrschaftsgebiet der Savoyer im 16. Jahrhundert

Das Herzogtum der Savoyer war ein heterogenes Gebilde, das beiderseits der Westalpen im Wesentlichen Savoyen, Piemont und die Grafschaft Nizza umfasste. Haupt- und Residenzstadt war zunächst Chambéry, ab 1563 dann Turin. Aus dem französischsprachigen Westen stammte der einflussreichere alte Adel, in den italienischsprachigen Ebenen im Osten konzentrierte sich die Wirtschaftskraft des Herzogtums. Die Teilung in zwei unterschiedliche Sprach- und Landschaftsräume brachte insbesondere für die Regierungsarbeit Schwierigkeiten mit sich, da man prinzipiell zusammengehörende Behörden oft teilen musste. Eine andere Lösung stellte die für die damalige Zeit in Europa nicht unübliche Herrschaftsausübung durch Reisen dar. Charakteristisch für das Herrschaftsgebiet der Savoyer und deren Regierungsgeschäfte blieb bis 1861 die sprachliche Uneinheitlichkeit und die Rivalität zwischen Savoyen und Piemont. Ausgleichend wirkte meist der Adel aus dem Aostatal.

### Ursprünge
Im Spätmittelalter unterhielten die Grafen und Herzöge von Savoyen ein aus einflussreichen Adeligen bestehendes Gremium, das vorwiegend beratende Aufgaben hatte, aber auch Aufgaben im Bereich der Verwaltung und der Rechtspflege übernahm. Dieser Rat wurde im Jahr 1430 von Amadeus VIII. in seinen Statuta Sabaudiae geregelt und als consilium nobiscum residens oder consilium cum domino residens bezeichnet; er hatte also am jeweiligen Aufenthaltsort des Herzogs zu sein. Aus diesem Rat entstand um 1500 ein Geheimer Rat (consilium secretum) zur Führung oder Unterstützung der Regierungsgeschäfte und ein Justizrat (consilium iusticie) als oberstes Gericht. Letzteres wurde schließlich dauerhaft in Turin angesiedelt. Der wandernde Geheime Rat, auch Staatsrat genannt, verlor zusehends an Bedeutung und wurde im weiteren Verlauf mehrmals aufgelöst und wieder errichtet.
Im Gefolge der Grafen von Savoyen und ihres consilium nobiscum residens befanden sich bereits im 13. Jahrhundert Notare, Staatsschreiber und Sekretäre. Um das Jahr 1200 tauchen unter Thomas I. in Dokumenten ein notarius comitis und zwei scriptores comitis auf, ein Jahrhundert später mehrere secretarii et scribae nostri („unsere Sekretäre und Schreiber“). Im weiteren Verlauf musste ein Teil der Sekretäre und Schreiber zugleich auch Notar sein. Sie wurden als „herzögliche Sekretäre“ bezeichnet.
Im Jahr 1329 schuf Graf Aymon von Savoyen das Amt des Kanzlers von Savoyen, der dann als Großkanzler und Siegelbewahrer bis ins 16. Jahrhundert oberster Verwaltungsbeamter und ranghöchstes Mitglied im consilium nobiscum residens blieb. Dem Kanzler unterstanden die Sekretäre und Staatsschreiber. De facto behielten diese dennoch eine Sonderstellung, da sie noch nicht in festen Beschäftigungsverhältnissen standen. Die Sekretäre wurden vom Herzog nach erledigten Verwaltungsvorgängen oder Beurkundungen bezahlt. Daneben durften sie als Notare auch für die Allgemeinheit tätig sein. Entscheidend für die weitere Entwicklung war jedoch, dass sie in vielen Fällen den Grafen und Herzögen auch als Privatsekretäre dienten. Damit bearbeiteten sie auch private und geheime Angelegenheiten des Herrschers, was ein besonders enges Vertrauensverhältnis voraussetzte.
1461 begrenzte Ludwig von Savoyen die Anzahl der Sekretäre, die mit dem consilium nobiscum residens reisen durften, auf 16. Die sechs fähigsten Sekretäre wurden für Vermögens- und Finanzangelegenheiten zuständig, wobei sie zugleich oft Teile Finanzverwaltung leiteten. Die übrigen zehn Sekretäre hatten alle anderen Aufgaben zu bearbeiten, darunter auch auswärtige Angelegenheiten. Nur bei außergewöhnlichem Bedarf wurden weitere, besonders qualifizierte Notare als herzögliche Sekretäre hinzugezogen. In diesem Zusammenhang kam es bald zu Forderungen, einen regionalen Proporz bezüglich der Herkunftsgebiete der Sekretäre einzuhalten.
Auf Grund unterschiedlicher Qualifikationen und Vertrauensverhältnisse bildete sich unter den Sekretären eine interne Hierarchie aus, die Herzog Karl II. (III.)  am 4. November 1521 mit der Institutionalisierung des Staatssekretariates insofern bestätigte, als er die leitende Position eines „Ersten Sekretärs“ schuf und gleichzeitig die Anzahl der gelegentlich als „unfähig“ bezeichneten nachrangigen Sekretäre (secretarios ignaros et ineptos) vorübergehend auf acht oder zehn reduzierte. Der Erste Staatssekretär wurde zum wichtigsten Mitarbeiter des Herzogs, womit der Einfluss des Großkanzlers sank.

### Entwicklung
Mit der Reform von 1521 erhielt Jean Vulliet (auch Jehan oder Giovanni Vulliet genannt) auch offiziell das Amt des Ersten Sekretärs, das er de facto schon seit einigen Jahren ausgeübt hatte. Vulliet war kein Adeliger und hatte um 1508 seine Stellung durch Ämterkauf erlangt. Er blieb vier Jahrzehnte im Amt und gab es dann an seinen Sohn Pierre-Hercule Vulliet (auch  Pietro Ercole Vulliet) weiter, der es bis zum Tod Karls III. im Jahr 1553 innehatte.
Der folgende Herzog Emanuel Philibert stand zunächst als Heerführer im Dienst Kaiser Karls V. Für seine militärischen Leistungen erhielt er sein von den Franzosen besetztes Herzogtum im Frieden von Cateau-Cambrésis wieder zurück. Emanuel Philibert wurde auch im Ausland von seinen Sekretären begleitet, die ihn 1559 bei den Friedensverhandlungen unterstützten. Bei dieser Gelegenheit wurden sie nicht mehr nur als Sekretäre bezeichnet, sondern ganz offiziell als Staatssekretäre, womit sie auf einer Stufe mit ihren Pendants aus Spanien und Frankreich standen. Das Amt des Ersten Staatssekretärs hatte von 1553 bis 1560 Hugues Michaud inne. Ihm folgte bis 1575 Giovanni Fabri (auch Jean Fabri).
Emanuel Philibert kehrte in sein Herzogtum zurück, verlegte dessen Hauptstadt 1563 im Rahmen von umfangreichen Reformen nach Turin und legte Italienisch als Amtssprache fest. Mit der Niederlassung in Turin und der Reorganisation der Verwaltung nahm die reisende Herrschaftsausübung der Herzöge ab, und damit auch die Rolle des Staatsrates (des ehemaligen consilium nobiscum residens), der kaum mehr einberufen wurde. Dies stärkte in gewisser Weise die Rolle des Staatssekretariates, dessen rechtliche Grundlagen aus dem Jahr 1521 von Emanuel Philibert 1559 bestätigt und 1568 weiter präzisiert wurden. Andererseits reduzierte der Herzog die Anzahl der Staatssekretäre, die direkt in die Regierungsgeschäfte involviert waren, auf etwa vier, alle anderen hatten ihren Titel de facto nur ehrenhalber. Dies entsprach Emanuel Philiberts autokratischer Geisteshaltung, der sich gerne die Meinungen der unterschiedlichsten Fachleute anhörte, nicht nur die seiner Staatssekretäre, dann jedoch allein entschied.

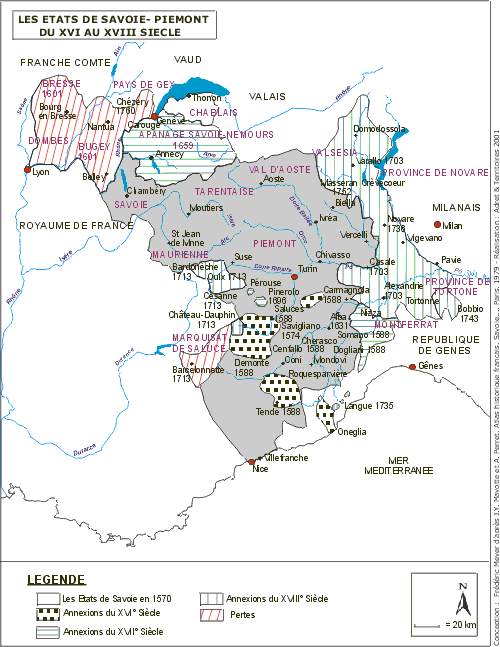
Das Herzogtum vom 16. bis zum 18. Jahrhundert

Sein Sohn Karl Emanuel I. gab dem Staatssekretariat wegen häufiger Abwesenheit manchen Freiraum. Insbesondere dem fähigen Ersten Staatssekretär Bernardino Baretti überließ er zwischen 1608 und 1610 etliche wichtige Aufgaben. Danach begann im Staatssekretariat der Aufstieg der Familie Carron de Saint-Thomas (auch Carron di San Tommaso). Sie stammten aus dem Bugey und wurden dann Bürger in Chambéry. Jean (Giovanni) Carron trat als erster der Familie in herzögliche Dienste und wurde 1610 Staatssekretär für Finanzen. Da mit dieser Stellung in der Regel die Aufnahme in den Amtsadel einherging, machte ihn der Herzog 1617 zum Herren von Saint-Thomas-de-Cœur (heute Aigueblanche, Savoyen) und dann 1619 auch von Buttigliera (Piemont). 1625 wurde er Erster Staatssekretär, zunächst noch zusammen mit Gian Tommaso Pasero, welcher die Amtsgeschäfte in italienischer Sprache übernahm. Eine solche gemeinschaftliche Amtsführung kam aus politischen oder praktischen Gründen immer wieder vor. Oft handelte es sich dabei jedoch nur um eine formale Beteiligung, in anderen Fällen diente sie auch der Einarbeitung. So übernahm im Jahr 1641 Jean Carrons Sohn Guillaume François (Guglielmo Francesco) das Amt, wohl unter Anleitung des Vaters, der 1649 starb. Damit begann die Sitte der sopravvivenza, eine etwas mildere Form der besonders in Frankreich üblichen Amtsvererbung. Die Weitergabe erfolgte hier nur mit Zustimmung des Herzogs.
Der wohl herausragendste Erste Staatssekretär war Carlo Giuseppe Vittorio Carron di San Tommaso, Graf von Buttigliera. Er führte das Staatssekretariat von 1663 bis 1696 und erhielt auch erstmals den zusätzlichen Titel Minister. Über ihn schrieb der Botschafter und spätere Doge von Venedig Marco Foscarini, dass er eines der außergewöhnlichsten Talente gewesen sei, die das 17. Jahrhundert Europa geschenkt habe. Entsprechendes konnte über den letzten Nachfolger Giuseppe Gaetano Giacinto Carron di Buttigliera nicht gesagt werden. Viktor Amadeus II. zog ihm oft nachgeordnete Staatssekretäre vor, ab 1701 insbesondere Ercole di Priero (Priè). Carron musste 1717 seinen Posten ganz aufgeben, auch weil das Staatssekretariat reformiert werden sollte.

### Teilung
Viktor Amadeus II. erhielt mit dem Frieden von Utrecht 1713 Sizilien und damit die Königswürde. Zwar musste er die Insel 1720 gegen Sardinien eintauschen, doch gehörte er damit weiterhin zur relativ kleinen Gruppe europäischer Könige. Sein neuer Status veranlasste ihn unter anderem dazu, eine Verwaltungsreform nach dem Muster einiger großer Monarchien einzuleiten. Im Februar 1717 teilte er sein Staatssekretariat in zwei selbständige Behörden auf: ein Staatssekretariat für auswärtige Angelegenheiten und eines für innere Angelegenheiten. Ein willkommener Nebeneffekt war, dass er damit nicht nur den ungeschickten, aber doch einflussreichen Giuseppe Carron aus dessen Amt drängen konnte, sondern auch die fast traditionellen Ansprüche der Familie Carron auf den höchsten Posten im Staatssekretariat auf elegante Weise ausmanövrierte oder zumindest begrenzte. Die Politik des divide et impera wurde noch verstärkt, indem der bisherige Staatssekretär für Krieg am 17. Februar 1717 ein eigenes Staatssekretariat erhielt. Gleichzeitig wurde ein neuer Finanzrat eingerichtet, in dem unter anderem der generale delle finanze vertreten war, der an der Spitze der Finanzverwaltung stand und als eigentlicher Finanzminister galt. Der seit dem 16. Jahrhundert etwas ins Abseits geratene Großkanzler und Siegelbewahrer machte ebenfalls eine Transformation durch und stand schließlich an der Spitze der Justizverwaltung. Die Staats- und Verwaltungsreformen Viktor Amadeus II. führten dazu, dass sein Königreich im 18. Jahrhundert einen der fortschrittlichsten Verwaltungsapparate Europas hatte. Die Grundlagen für die Entwicklung der klassischen Ressorts für Äußeres, Inneres, Krieg, Finanzen und Justiz waren geschaffen.

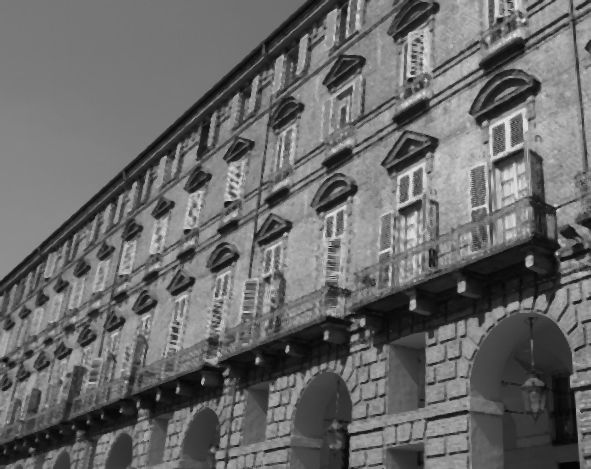
Palazzo delle Segreterie in Turin

Bei diesen Staatssekretariaten handelte es sich zunächst um sehr kleine Organisationen. Unmittelbar nach der Teilung bestanden sie in der Regel jeweils aus einem Ersten Staatssekretär als Behördenleiter, drei weiteren Staatssekretären und drei nachgeordnete Unterstaatssekretären. Sie waren in der Regel in drei Büros für verschiedene Sachgebiete zuständig. Zwischen dem Ersten Staatssekretär und dessen Staatssekretären stand bald ein „Erster Offizial“, der die Koordinierung der Amtsgeschäfte übernahm. Erst im Lauf der Zeit kamen einige wenige Mitarbeiter für einfachere Aufgaben hinzu. Grundsätzlich waren die Ersten Staatssekretäre weiterhin nur für die Ausführung königlicher Anordnungen zuständig, die an die nachgeordneten Mitarbeiter delegiert werden konnten.
Das Außenamt übernahm von 1717 bis 1732 Ignazio Solaro di Moretta, Marchese del Borgo, der in den Jahren davor bereits als Diplomat tätig gewesen war. Das Staatssekretariat für inneren Angelegenheiten führte von 1717 bis zu seinem Tod im Jahr 1730 Pierre Mellarède de Bettonet, der hinter zahlreichen Verwaltungsreformen stand. Von herausragender Bedeutung war jedoch Carlo Vincenzo Ferrero di Roasio, Marchese d’Ormea, der 1717 generale delle finanze oder Finanzminister wurde, 1730 dann das Innenressort übernahm und zusätzlich von 1732 bis zu seinem Tod im Jahr 1745 auch das Außenamt leitete. 1742 wurde er auch noch Großkanzler, musste aber bei dieser Gelegenheit auf das Staatssekretariat für Inneres verzichten. Für etwa zehn Jahre hatte Ferrero d’Ormea damit eine Stellung, die der eines Premierministers relativ nahekam.
Ab 1732 ließen Viktor Amadeus II. und Karl Emanuel III. in Turin von den Hofarchitekten Filippo Juvarra und dann Benedetto Alfieri den Palazzo delle Regie Segreterie di Stato errichten, in dem dann ab 1756 alle Staatssekretariate ihren Dienstsitz hatten.

### Weitere Entwicklung

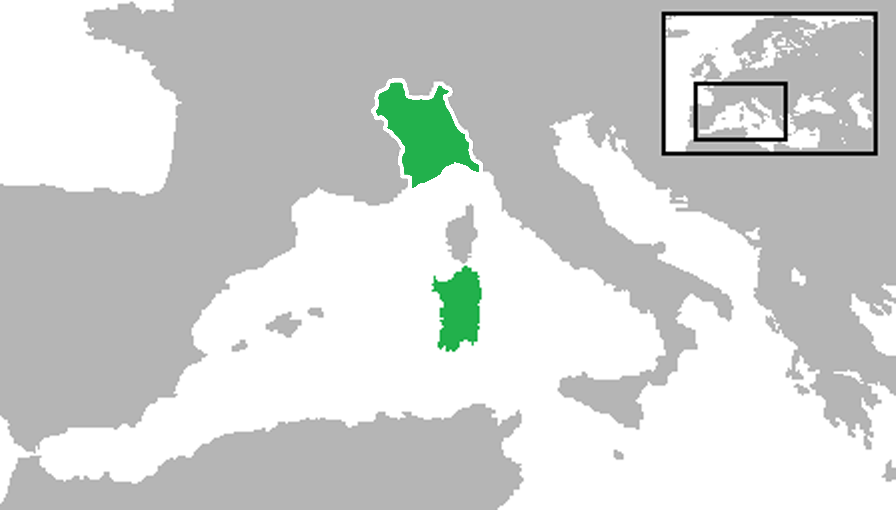
Königreich Sardinien von 1815 bis 1860

Eine Zäsur bildete die napoleonische Besetzung der Festlandsbesitzungen zwischen 1796 und 1814 und der Rückzug der Savoyer nach Sardinien. Der Wiederaufbau der Verwaltung in Turin stellte bis 1816 die vorrevolutionären Organisationen wieder her, jedoch mit einigen Anpassungen und Modernisierungen, die dann in den folgenden 50 Jahren weiter vorangetrieben wurden. Aus den ersten kleinen Büros der Staatssekretariate wurden „Abteilungen“ (divisioni), hinzu kamen manchmal kleinere unterstützende Dienststellen. Der Personalumfang blieb weiterhin sehr niedrig: 1816 hatte das Staatssekretariat für auswärtige Angelegenheiten insgesamt 22 Mitarbeiter, im Jahr 1835 lag diese Zahl bei 35, 1848 stieg sie auf 46.
Im Zug der Revolution von 1848 und der oktroyierten Verfassung Karl Alberts (Statuto Albertino) wurden die Staatssekretariate in Ministerien umbenannt. Dies betraf neben den drei Staatssekretariaten für Äußeres, Inneres und Krieg auch das Staatssekretariat für Finanzen, das 1817 aus dem generalato delle finanze entstanden war, sowie die Großkanzlei, aus der das Justizministerium hervorging. Hinzu kam noch das 1847 eingerichtete Ministerium für öffentlichen Unterricht und das ebenfalls 1847 entstandene Ministerium für öffentliche Arbeiten, Landwirtschaft und Handel. Letzteres wurde kurz darauf in zwei separate Ministerien aufgeteilt. Diese Ministerien wurden im Zug der Einigung Italiens unter Führung des Königreiches Sardinien-Piemont 1861 italienisch und dehnten ihre territoriale Zuständigkeit auf den gesamten neuen Staat aus. 1865 kamen sie nach Florenz, 1871 dann nach Rom.